# Årgang 0
Årgang 0 er en dansk dokumentarserie fra TV 2, der følger historien om den første generation i  det nye årtusinde. Serien har fulgt fire børn og deres familier siden de blev født i år 2000.  Det er en livslang dokumentarserie, der følger børnene fra fødsel til voksenliv. Familierne har alle fået udleveret et videokamera, som de bruger som dagbog.
Da programmet startede fulgte man fem piger, Stephanie, Rachel, Emma, Mathilde og Marie. Maries familie valgte at stoppe allerede efter første sæson. Mathildes familie var med i programmerne indtil 2007, hvorefter Christian kom ind. I 2015 sagde Emma og hendes familie farvel efter at have holdt pause fra programmet. 
Den 8. marts 2025, blev det offentliggjort at Stephanies far var afgået ved døden i en alder af 43 år.

## Sæsoner
Hver sæson viser det forgående år. 

### Sæson 1
Sæson 1 blev vist i 2001, men viste reelt år 2000.

De startede med at være fem familier fra fem forskellige steder i Danmark. Lene & Poul Erik fra Vestjylland, Louise & Ulrik fra Østerbro, det unge par Christina & Christian fra Korsør, Louise & Martin fra Valby og endelig Theresia & Lars fra Lolland. Alle parrene fik en pige: Emma, Marie, Stephanie, Mathilde, og Rachel.

### Sæson 2
Sæson 2 blev vist i 2002, men viste reelt år 2001. Parret Ulrik og Louise er sprunget fra programmet.

Det er tid til at fejre de fire pigers 1 års fødselsdag og selvom livet former sig meget forskelligt i de fire familier, har de én ting til fælles: fædre, der arbejder rigtig meget.
Pigerne kan nu alle fire gå, og de begynder lige så stille at tale. Børnene er for alvor ved at få deres eget liv i institution eller dagpleje. Og det begynder at blive tydeligt, at de er små mennesker med personlighed og temperament.
I Vestjylland tvinger et stresssammenbrud og en knæskade Poul Erik, som er købmand, til at sætte tempoet ned, mens Lene endelig bliver færdig som pædagog. I København får Louise & Martin barn nummer to, så Mathilde bliver den første storesøster, til lillesøsteren Frederikke.

### Sæson 3
Sæson 3 blev vist i 2003, og viste reelt år 2002.

Emma, Rachel, Stephanie og Mathilde er nu to år. 
Emmas forældre Poul Erik og Lene travlt. De skal nemlig giftes om sommeren og begynder at planlægge, at få barn nummer 2. Rachel begynder i børnehave på deltid kort før sin to års fødselsdag, dog snakker hun ikke ligeså godt som sine jævnaldrende. Stephanies forældre er blevet skilt, så hun er blevet delebarn. Louise og Martin tager på deres første ferie sydpå, uden deres børn.

### Sæson 4
Sæson 4 blev vist i 2004, og viste reelt år 2003.

De fire piger er blevet tre år, og de begynder alle i børnehave.
Emma har fået en lillebror ved navn, Simon. Stephanie har fået en lillesøster, Isabella, men her er familielivet noget mere turbulent da hendes mor og far, Christian og Christina går fra hinanden og finder sammen igen med jævne mellemrum.
Rachels far, Lars, driver et apotek i Sønderjylland og er dermed kommet endnu længere væk fra familien på Lolland.
Mathildes mor er startet på arbejde igen, og får efter ønske en masse nattevagter. Den lille familie på fire forlader lejligheden på Østerbro og køber et hus.

### Sæson 5
Sæson 5 blev vist i 2005, men viste reelt år 2004.

De fire piger er blevet fire år.
Familierne ser tilbage på de sidste 5 år. De reflekterer over deres håb og bekymringer for deres børns fremtid.
Louise og Martin finder ud af at de venter deres tredje barn.

### Sæson 6
Sæson 6 blev vist i 2006, men viste reelt år 2005.

De fire piger er blevet fem år og forældrene starter overvejelserne om de er klar til at komme i skole.
Christina og Christian går endnu engang fra hinanden, denne gang permanent. Stephanie skal sige farvel til sin mormor og morfar der flytter til Filippinerne. Rachel er startet til gymnastik udover også at gå til gruppespejder. Emma får fjernet mandler og polypper. Martin og Louise bliver forlovet, og Mathilde og Frederikke bliver storesøstre til lillebror Rasmus.

### Sæson 7
Sæson 7 blev vist i 2007, men viste reelt år 2006.

### Sæson 8
Sæson 8 blev vist i 2008, men viste reelt år 2007.

### Sæson 9
Sæson 9 blev vist i 2009, men viste reelt år 2008.

### Sæson 10
Sæson 10 blev vist i 2010, men viste reelt år 2009.

### Sæson 11
Sæson 11 blev vist i 2011, men viste reelt år 2010.

### Sæson 12
Sæson 12 blev vist i 2012, men viste reelt år 2011.

### Sæson 13
Sæson 13 blev vist i 2013, men viste reelt år 2012.

### Sæson 14
Sæson 14 blev vist i 2014, men viste reelt år 2013.

### Sæson 15
Sæson 15 blev vist i 2015, men viste reelt år 2014.

### Sæson 16
Sæson 16 blev vist i 2016, men viste reelt år 2015.

### Sæson 17
Sæson 17 blev vist i 2017, men viste reelt år 2016.

### Sæson 18
Sæson 18 blev vist i 2018, men viste reelt år 2017.

### Sæson 19
Sæson 19 blev vist i 2019, men viste reelt år 2018.